# Бисерна мида от Тенеси
Бисерната мида от Тенеси (Quadrula intermedia) е вид мида от семейство Unionidae. Видът е критично застрашен от изчезване.

## Разпространение
Разпространен е в САЩ (Алабама, Вирджиния и Тенеси).